# Junkers Jumo 004

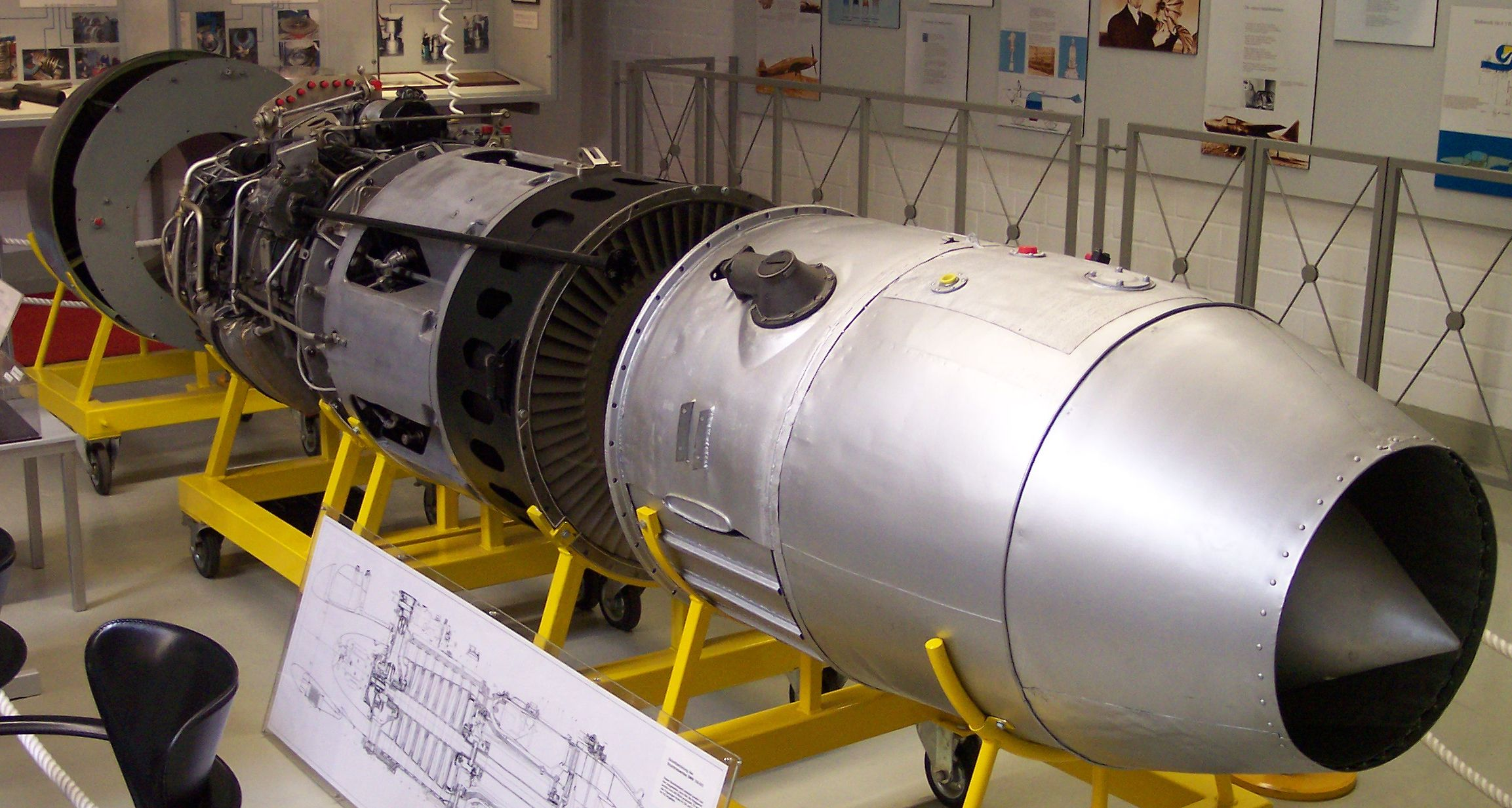
Jumo 004 A – Vorserienmodell, ausgestellt im Luftfahrt-Museum Laatzen-Hannover

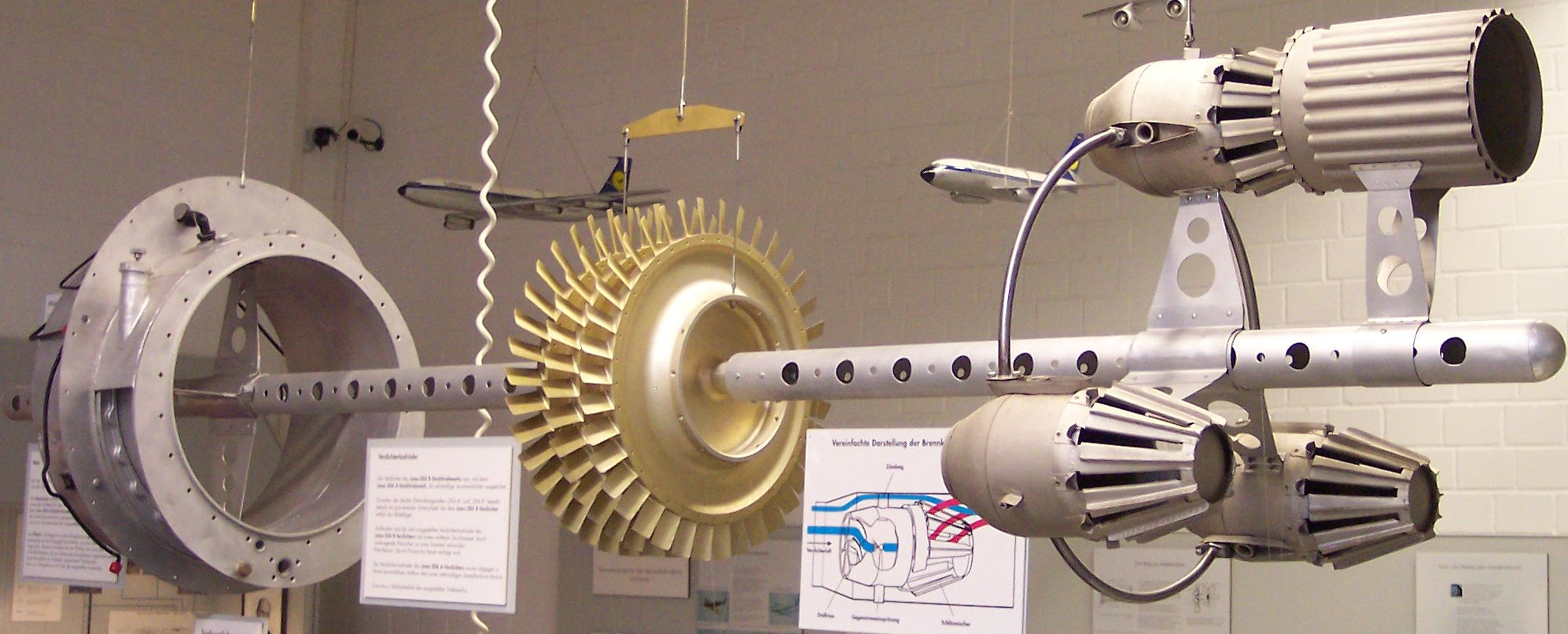
Jumo 004 A – links Teil des Verdichtergehäuses, dann einige Verdichterstufen, rechts Brennkammern

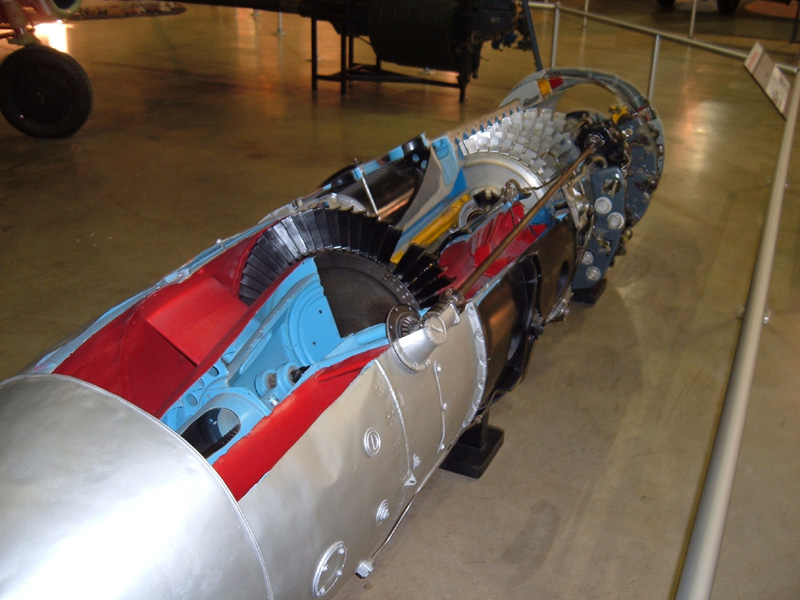
Schnittmodell Jumo 004 B – Blau: Verbrennungs- und Kühlluft; Rot: Brennräume und Verbrennungsgase

Das Junkers Jumo 004 war das erste serienreife Strahltriebwerk der Welt. Von Februar 1944 bis März 1945 wurden 6010 Jumo-004-Aggregate der Serienversionen B1 und B2 hergestellt, von denen 4752 Stück zur Auslieferung kamen. Diese wurden vornehmlich für die Messerschmitt Me 262 sowie die Arado Ar 234 verwendet. Die Konstruktion der Junkers Flugzeug- und Motorenwerke wurde in weiterentwickelten Varianten auch nach dem Krieg noch in einigen osteuropäischen Ländern produziert und eingesetzt.

## Entwicklungsgeschichte
Die Einsatzmöglichkeiten und Vorteile des „neuartigen Flugzeugantriebs“ wurden in Deutschland schon 1939 von Hans von Ohain demonstriert, der bei den Heinkel-Flugzeugwerken als Entwickler angestellt war. Dies geschah erstmals durch einen Testflug der einstrahligen Heinkel He 178 am 27. August 1939, allerdings nicht mit einem Jumo 004, sondern einem Heinkel HeS 3. Das Reichsluftfahrtministerium (RLM) zeigte jedoch kein Interesse an der neuen Technik, kein Vertreter des RLM erschien zu dieser Vorführung. Hermann Göring als Reichsluftfahrtminister und Ernst Udet – Generalluftzeugmeister und damit Leiter der technischen Entwicklung der Luftwaffe – erkannten die Möglichkeiten der neuen Technologie nicht. Mit Erhard Milch, nach Udets Suizid im November 1941 dessen Nachfolger, änderte sich dies. Nun sollte die forcierte Entwicklung von Strahltriebwerken der Luftwaffe entscheidende Vorteile verschaffen.
Der Junkers-Motorenbau in Dessau begann daraufhin unter der Leitung von Anselm Franz mit der Entwicklung eines serienreifen und zuverlässigen Strahltriebwerks. Das RLM gab diesem Projekt die Nummer 109-004, woraus sich der Name des Strahltriebwerks Jumo 004 (JUnkers MOtor + Projektnummer) ableitet. Alle streng geheimen Entwicklungen von Strahltriebwerken und Raketenantrieben bekamen das unscheinbare Präfix „109“ (siehe auch: Walter HWK 109-509).
Der Prototyp des Jumo 004A wurde erstmals gegen Ende 1940 getestet. Im folgenden Januar gelang es, das Strahltriebwerk auf vollen Schub zu beschleunigen, ohne dass es zu Störungen oder Triebwerksplatzern kam. Allerdings verzögerte sich der Einsatz in einem Flugzeug, da es immer wieder zu Schwierigkeiten bei den Verdichterschaufeln kam. Im März 1942 konnte es an einer Messerschmitt Bf 110 erstmals zu Flugtests eingesetzt werden. Am 18. Juli 1942 kam es dann zum ersten erfolgreichen Einsatz des Triebwerks Jumo 004 in einem Prototyp der zweistrahligen Messerschmitt Me 262.
Daraufhin bestellte das RLM das Triebwerk als Ausstattung für die neue Flugzeuggeneration. Das Jumo 004 bzw. Komponenten wurden in den Werken Dessau, Magdeburg und Köthen, den beiden Junkers-Tochterfirmen Zittwerke AG in Zittau sowie Muldenwerke AG in Muldenstein und bei der zur Auto Union AG gehörenden Mitteldeutsche Motorenwerke GmbH in Taucha gebaut.
Um den Einsatz von knappen „Sparstoffen“, vor allem Nickel und Molybdän zu verringern, musste das Triebwerk umkonstruiert werden: Viele Teile wurden nun aus Tiefziehblech hergestellt, das zum Schutz vor Verzunderung mit Aluminiumlack beschichtet wurde. Für die Turbinenschaufeln wurde anstelle von Tinidur (30 % Nickel, 15 % Chrom und 1,7 % Titan) nun Chromadur ohne Nickel mit 13 % Chrom, 18 % Mangan und 0,7 % Vanadium verwendet. Nach der vierten Verdichterstufe wurde Kühlluft für das Schubdüsengehäuse abgezweigt; die Luft für die Kühlung der Turbinenleitschaufeln und die hohlen Laufschaufeln zweigte nach der achten Stufe des Verdichters ab. Zur Vermeidung von Schwingungsproblemen mit der Beschaufelung wurde die Höchstdrehzahl des Triebwerks von 9000 min−1 auf 8700 min−1 reduziert. Diese Änderungen hatten einen Leistungsverlust zur Folge – das Jumo 004 A brachte noch 9,8 kN (1000 kp) Schub auf, während das 004 B als „sparstoffarmes“ Triebwerk nur noch über 8,7 kN (890 kp) Schub verfügte. Das Gewicht des Jumo 004 B wurde gegenüber der A-Version um etwa 100 kg reduziert. Trotz des aufwändigen Kühlsystems der neuen „Blechturbine“ Jumo 004 B waren diese ohne „Sparstoffe“ den mechanischen und thermischen Belastungen nicht dauerhaft gewachsen und verursachten häufig Probleme durch gerissene Leit- oder Laufradschaufeln. Während das Vormodell Jumo 004 A noch 100-Stunden-Volllastläufe problemlos überstand, musste beim Serientyp Jumo 004 B der Zeitraum bis zur Grundüberholung auf 25 Stunden zurückgenommen werden. Im Einsatz kam es häufig schon vor dieser Zeit zu Schäden an den 004-B-Triebwerken. Die Lebensdauer der Triebwerke hing dabei nicht unerheblich von der Erfahrung des jeweiligen Piloten ab. So führte ein zu schnelles Aufziehen des Leistungsreglers oft zur Überhitzung und Beschädigung der Turbine.

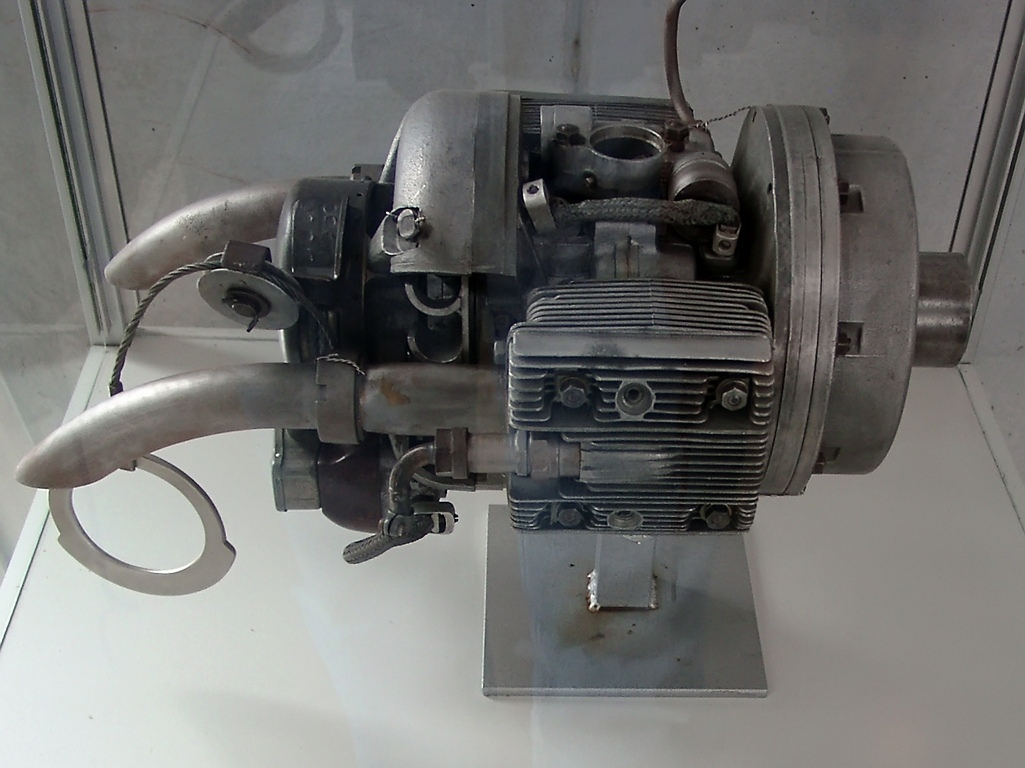
Riedel-Anlasser

Zum Hochfahren des Triebwerks auf Anlassdrehzahl war in der Nabe des Triebwerkeinlaufs ein 2-Zylinder-Zweitakt-Boxermotor mit extrem kurzem Hub eingebaut, der elektrisch oder mit einem Seilzugstarter gestartet wurde. Das von Norbert Riedel konstruierte Aggregat („Riedel-Anlasser“) mit 270 cm³ Hubraum leistete 7,7 kW (10,5 PS) bei einer Drehzahl von 7150 min−1 und wurde von den Victoria-Werken in Nürnberg hergestellt.
Die Triebwerke wurden damals in der Kurzform von Turbine als „Turbo“ bezeichnet, was sich vom lateinischen turbo, turbonis (Wirbelwind, etwas sich Drehendes) ableitet. Im englischen Sprachgebrauch ist die Bezeichnung „Turbojet“ als Gattungsbezeichnung für Einstrom-Strahltriebwerke ohne Mantelstrom noch heute üblich.
Eine besondere Eigenschaft der Jumo-004- und der BMW-003-Turbine bestand darin, dass diese bereits mit Axialverdichtern versehen waren. Die britischen Strahltriebwerke vom Typ Rolls-Royce Welland, Derwent und Nene besaßen Radialverdichter, wodurch die Triebwerke einen wesentlich größeren Durchmesser aufwiesen. Der Axialverdichter kam erst 1947 im Rolls-Royce Avon sowie im gleichen Jahr im General Electric J35 zur Anwendung und ist heute allgemein Stand der Technik.

## Technische Daten
| Kenngröße                  | Jumo 004 B-1 „Orkan“ |
| -------------------------- | -------------------- |
| Kompressor                 | 8-stufig axial       |
| Turbine                    | 1-stufig axial       |
| Druckverhältnis Kompressor | 3,1:1                |
| Gewicht                    | 757 kg               |
| Gewicht mit Verkleidung    | 805 kg               |
| Standschub                 | 8,7 kN               |
| Leerlaufdrehzahl           | 3080 min−1           |
| max. Drehzahl              | 8700 min−1           |
| Leerlaufverbrauch          | 283 kg/h             |
| max. Kraftstoffverbrauch   | 1234 kg/h            |
| spez. Kraftstoffverbrauch  | 138,7 kg/kNh         |
| größter Außendurchmesser   | 0,86 m               |
| Länge                      | 3,86 m               |
| Stirnfläche                | 0,59 m²              |

## Verwendung
- Messerschmitt Me 262
- Arado Ar 234
- Heinkel He 280 V7, V8
- Heinkel He 162
- Junkers Ju 287 V1
- Arsenal VG 70
- SNCASO 6000 J-01 Triton
- Horten H IX V2
- Jakowlew Jak-15
- Lawotschkin La-150
- Suchoi Su-9

## Museale Rezeption
Exemplare des Jumo 004 oder dessen Schnittmodelle sind heute unter anderem im Technikmuseum Hugo Junkers in Dessau, der Flugausstellung L.+P. Junior in Hermeskeil, dem Luftfahrtmuseum in Laatzen, der RWTH Aachen, dem Flugmuseum Messerschmitt in Manching, der TU Darmstadt, dem Heeresgeschichtlichen Museum in Wien, dem Musée de l’air et de l’espace in Le Bourget, dem Science Museum in London, dem National Museum of the United States Air Force in Dayton sowie im Museum der schweizerischen Fliegertruppen in Dübendorf (Zürich) ausgestellt.
Das Flying Heritage & Combat Armor Museum mit Sitz in Paine Field in Everett, Washington, restauriert derzeit eine Me 262 (Werknummer 500453) und die dazugehörigen Jumo-004-Motoren in einen flugfähigen Zustand. Die Triebwerke wurden umgerüstet, um eine verbesserte Ermüdungsfestigkeit und damit eine längere Motorlebensdauer zu erreichen. Seit Oktober 2019 hat die restaurierte 262 mit ihren originalen 004-Triebwerken bereits mehrere erfolgreich Rolltests durchgeführt.